# 陈兆才
陈兆才（1965年6月21日—2014年1月1日），安徽泗县人，中华人民共和国政治人物。
担任安徽泗县人力资源和社会保障局党组书记、局长。2014年1月1日晚，从办公楼内坠下身亡。警方后调查认定为自杀。